# Brignolia nigripalpis
Espèce
Synonymes
- Gamasomorpha nigripalpis Simon, 1893

Brignolia nigripalpis est une espèce d'araignées aranéomorphes de la famille des Oonopidae.

## Distribution
Cette espèce se rencontre en Inde à Pondichéry et au Sri Lanka.

## Description
Le mâle décrit par Platnick, Dupérré, Ott et Kranz-Baltensperger en 2011 mesure 1,76 mm et la femelle 1,98 mm.

## Publication originale
- Simon, 1893 : Études arachnologiques. 25e Mémoire. XL. Descriptions d'espèces et de genres nouveaux de l'ordre des Araneae. Annales de la Société Entomologique de France, vol. 62, p. 299-330 (texte intégral).